# АББ България (Раковски)
Клонът на АББ България в град Раковски е поделение на шведско-швейцарска мултинационална корпорация АББ Груп (ABB Group) със седалище в Цюрих, Швейцария. Структурата в Раковски, заедно с останалите производствени бази в Петрич и Севлиево, сервизната база във Варна и централата в София, формират структурата на корпорацията в България. В клона основно се произвеждат електрически компоненти за ниско и средно напрежение.

## История
Строителството на първата производствена база на АББ Груп в Индустриална зона Раковски стартира през юли 2008 г. и е завършено през пролетта на 2009 г. Базата е изградена върху обща площ от 35 000 m² с административна и производствена площ около 20 000 m² и действа като вътрешен доставчик на компоненти за ниско и средно напрежение основно за фабриките на АББ в Италия и Германия. Базата включва и вътрешнофирмена лаборатория за изпитване. През 2010 г. са открити над 300 работни места. През 2018 г. в производствената база работят повече от 800 служители от региона.
През 2012 г. е направена първата копка по строежа на втората база. Тя е построена на обща площ от 16200 кв. м., с около 14000 кв. м. производствена зона и 2200 кв. м. площ за административна дейност. Тя също действа като вътрешен доставчик на компоненти за ниско и средно напрежение за другите фабрики на АББ. През 2018 г. в производствената база работят над 600 служители.
През 2016 г. в професионална гимназия „Петър Парчевич“ в град Раковски е разкрита специалност Ел-монтьор (електрически машини и апарати) за нуждите на клона. Фирмата работи с факултетите на Техническия университет в Пловдив за осигуряване на бъдещите си специалисти.

## Производствена дейност
Клонът се състои от две производствени бази:
- Производствената дейност на база едно включва – метални корпуси, устройства за защита на линиите, компоненти за прекъсвачи за ниско напрежение, миниатюрни прекъсвачи, пластмасови корпуси, устройство за защита от пренапрежение, модули прекъсвачи и др.[3]
- Производствената дейност на база две включва – компоненти за оборудване средно напрежение, шкафове за ниско напрежение и други продукти за управление ниско напрежение.[4]

Производството на клона е сертифицирано по ISO 9001.

## Награди
- „Инвеститор на годината за 2009 г. от Българска агенция за инвестиции
- „Награда на Германската икономика в България за 2010 г.“ от Германско-българската индустриално-търговска камара
- „Инвеститор на годината за 2013 г.“ от Българската агенция за инвестиции
- „Наградата на Германската икономика в България за 2013 г.“ от Германско-българската индустриално-търговска камара
- „Сграда на годината 2013“ в България от „ГРАДЪТ Медиа Груп“